# Camino al Tagliamento
Camino al Tagliamento là một đô thị ở tỉnh Udine trong vùng Friuli-Venezia Giulia thuộc Ý, có cự ly khoảng 70 km về phía tây bắc của Trieste và khoảng 30 km về phía tây nam của Udine. Tại thời điểm ngày 31 tháng 12 năm 2004, đô thị này có dân số 1.676 người và diện tích là 22,6 km².
Đô thị Camino al Tagliamento có các frazioni (đơn vị cấp dưới, chủ yếu là các làng) Bugnins, Glaunicco, Gorizzo, Pieve di Rosa, San Vidotto, và Straccis.
Camino al Tagliamento giáp các đô thị: Codroipo, Morsano al Tagliamento, San Vito al Tagliamento, Varmo.